# Срећна нова ’49.
Срећна нова ’49. је југословенски филм из 1986. године који је добио награду Златна арена.

## Кратак садржај
Прича о два брата различитих опредељења и судбина. Драма се одвија у атмосфери напетости и страха, за време сукоба КПЈ са стаљинизмом, у време информбироа. Старији брат, повратник из Русије, бива неправедно оптужен и ухапшен. Млађег брата не занима политика, али привлачи братовљева жена и мафијашко подземље којим увелико шуште амерички долари. На крају се испоставља да млада жена припада совјетској шпијунској агентури. Притиснута грижом савести што вара лажно оптуженог и ухапшеног мужа са његовим братом, на прагу нове године она бира смрт... Млађи брат бежи преко границе.

## Улоге
| Глумац                   | Улога                |
| ------------------------ | -------------------- |
| Светозар Цветковић       | Коста Ковачевски     |
| Мето Јовановски          | Драгослав Ковачевски |
| Владислава Милосављевић  | Вера Ђорђевска       |
| Аце Ђорчев               | Стојан Ковачевски    |
| Милица Стојанова         | Мајката              |
| Душан Костовски          | Диле Јоргачев        |
| Гоце Тодоровски          | Тодор                |
| Иван Бекјарев            | инспектор            |
| Ратко Танкосић           |                      |
| Михаило Јевтић           |                      |
| Јовица Михајловски       |                      |
| Кирчо Божиновски         |                      |
| Мустафа Јашар            |                      |
| Младен Крстевски         | Градимир             |
| Ванчо Петрушевски        | Жика                 |
| Петре Арсовски           | Бургер               |
| Александар Шехтански     | Стражар              |
| Мите Грозданов           | Инспектор            |
| Синоличка Трпкова        | Нале                 |
| Кица Ивковска-Вељановска | Жената               |

## Награде
Филм је 1986. године добио награду за најбољи сценарио на Фестивалу филмског сценарија у Врњачкој Бањи.